# 화진포
화진포(花津浦)는 대한민국 강원특별자치도 고성군에 있는 호수이다. 청정한 아름다움을 간직한 곳으로 호수와 바다가 공존하는 절경지이다.

## 개요
과거에는 열산호(烈山湖), 포진호(泡津湖)로 불렸다. 호수 주변에는 다양한 식물이 서식하며 낚시터로도 유명하다. 강원도 지방기념물 제10호로 지정되어 있다. 이 호수와 바다 사이의 백사장이 화진포해수욕장이다. 호수와 백사장 사이에는 울창한 솔숲이 있고 갈대밭도 형성되어 있다.
화진포는 예전에 동해 바다였던 곳이 오랜 세월에 걸쳐 바다와 격리되면서 형성되었으며, 담수와 해수가 교차하는 천연의 담염호이다. 총 면적은 약 72만 평이고 호수의 둘레는 16㎞이다.
화진포 앞바다에는 광개토대왕의 능이 있다는 전설이 깃든 작은 섬 [[금구도가 있고, 호수 주위에는 해당화가 핀다. 조선 말기에 김삿갓이 선정한 '화진팔경' 중에 금구도의 파도와 모래밭의 해당화가 들어 있다. 겨울에는 천연기념물인 고니도 날아든다.

## 전설
전설에 따르면 이 곳에 이화진이라는 사람이 살고 있었다. 이 사람은 성질이 고약하여 금강산 건봉사에서 시주를 위해 찾아온 승려에게 골탕만 먹였다. 빈 손으로 돌아가는 승려를 보고 마음씨 착한 며느리가 몰래 시주를 하려고 했으나, 따라잡지 못하고 그냥 돌아왔다. 그런데 마을 전체가 물 속에 잠겨 호수가 되어 있어 있었다. 혼자 살아남은 착한 며느리도 슬픔을 참지 못하고 자결을 하게 되었다는 이야기다. 시아버지의 이름을 따서 화진포라고 부르게 되었다고 전해진다.

## 관광 명소
이 지역은 삼팔선 북쪽이라 군정기부터 한국 전쟁 전까지는 소군정과 조선민주주의인민공화국의 영역이었다. 일제강점기에 전망 좋은 암벽 위에 '화진포의 성(城)'이라는 유럽 성과 유사한 휴양 건물이 지어졌는데, 조선민주주의인민공화국의 조선로동당 간부들이 여름 휴가 건물로 사용했다. 김일성은 가족들과 함께 화진포를 자주 찾았다. 이후 이 건물은 '김일성 별장'으로 불리게 되었다. 1999년부터는 한국 전쟁과 김일성에 대한 자료를 전시한 역사안보전시관으로 개편되었다. 북조선에서는 김일성, 김정숙, 김정일의 '백두산 3대 장군'이 함께 찾은 바 있는 이곳을 자주 언급하고 있다.
한국 전쟁 종전 후 휴전선 남쪽의 대한민국 영토에 편입되면서 이승만과 이기붕도 별장을 각각 마련해 이 곳에서 휴가를 보냈다. 두 사람의 별장도 소규모 기념관으로 조성되어 있다.
2000년대에는 대표적인 한류 드라마인 《가을동화》의 배경으로 다시 한번 주목을 받았다.

## 참고 자료
- 양동정 (2006년 7월 28일). “한반도 통치자들이 화진포로 간 까닭은? - 화진포에 이승만·이기붕·김일성의 별장이 있었다”. 오마이뉴스. 2008년 5월 18일에 확인함.
- 김대갑 (2006년 10월 6일). “화진포 '김일성 별장' 들어보셨나요 - 영화처럼 재미있는 동해안 문화기행(3)”. 오마이뉴스. 2008년 5월 18일에 확인함.
- 화진포 - 국가유산청 국가유산포털